# Taifun (Automarke)
Taifun war eine deutsche Automarke.

## Unternehmensgeschichte
Das Unternehmen Weidaer Automobilwerke Schmidt & Kellner aus Weida stand unter der Leitung von Herrn Schmidt und Georg Kellner. Die Eintragung ins Gewerberegister der Stadt Weida erfolgte am 8. Juni 1905. Ziel des Unternehmens war die Produktion von Automobilen. Der Markenname lautete Taifun. 1907 geriet das Unternehmen in Konkurs. Georg Kellner übernahm die Liquidationsmasse und gründete am 9. Mai 1908 sein Unternehmen Georg Kellner, Automobil- und Maschinenbau, das Ende 1909 aufgelöst wurde.

## Fahrzeuge
Im Angebot standen Kleinwagen. Das Modell 8/10 PS verfügte über einen Zweizylindermotor. Im 10/12 PS sorgte ein Vierzylindermotor für den Antrieb.

## Produktion und Vertrieb im Ausland
Eine Quelle gibt an, dass das Unternehmen den Bau der Fahrzeuge zwar geplant hatte, aber nicht durchführte. Eine andere Quelle gibt an, dass das Unternehmen die Fahrzeuge zwar anbot, aber unklar ist, ob das Unternehmen die Fahrzeuge auch herstellte. Die dritte Quelle schreibt explizit, dass Bowle Evans aus der Regent Street in London die Fahrzeuge verkaufte.